# لادیسلاو ویزک
لادیسلاو ویزک (چکی: Ladislav Vízek؛ زادهٔ ۲۲ ژانویهٔ ۱۹۵۵) بازیکن فوتبال اهل چکسلواکی بود.
از باشگاه‌هایی که در آن بازی کرده‌است می‌توان به دوکلا پراگ و باشگاه فوتبال لو آور اشاره کرد.
وی به‌همراه تیم ملی فوتبال چکسلواکی به مقام قهرمانی بازی‌های المپیک تابستانی ۱۹۸۰ رسیده‌است.